# Oncothecaceae
Oncothecaceae er en familie, som består af én slægt med to arter i Ny Kaledonien. Arterne er træer med glatte skud. Bladene er vredne med vedvarende kirtler og kort stilk. Blomsterne sidder i forgrenede stande fra bladhjørnerne.